# Rekelberg
De Rekelberg is een heuvel in Michelbeke (Brakel) nabij Rozebeke (Zwalm) in de Belgische provincie Oost-Vlaanderen, op de grens met Sint-Blasius-Boekel. De Rekelberg ligt in de regio van de Vlaamse Ardennen.

## Wielrennen
In de wielersport wordt de Rekelberg soms opgenomen als helling in een wedstrijd. In totaal werd ze 4 maal (2004, 2011-2013) opgenomen in de Ronde van Vlaanderen. In 2004 als tweede helling (van in totaal 18), na de Grotenberge en voor de Molenberg. In 2011 werd ze wederom opgenomen, zij het via een andere weg, voor de Kaperij en na de Nokereberg. In 2012 en 2013 werd de klim gesitueerd tussen de Molenberg en de Berendries. De Rekelberg wordt ook bedwongen tijdens de Egmont Cycling Race.
De klim bestaat uit een smalle asfaltweg.
De helling is ook opgenomen in de rode lus van de recreatieve fietsroute Ronde van Vlaanderenroute.

## Afbeeldingen

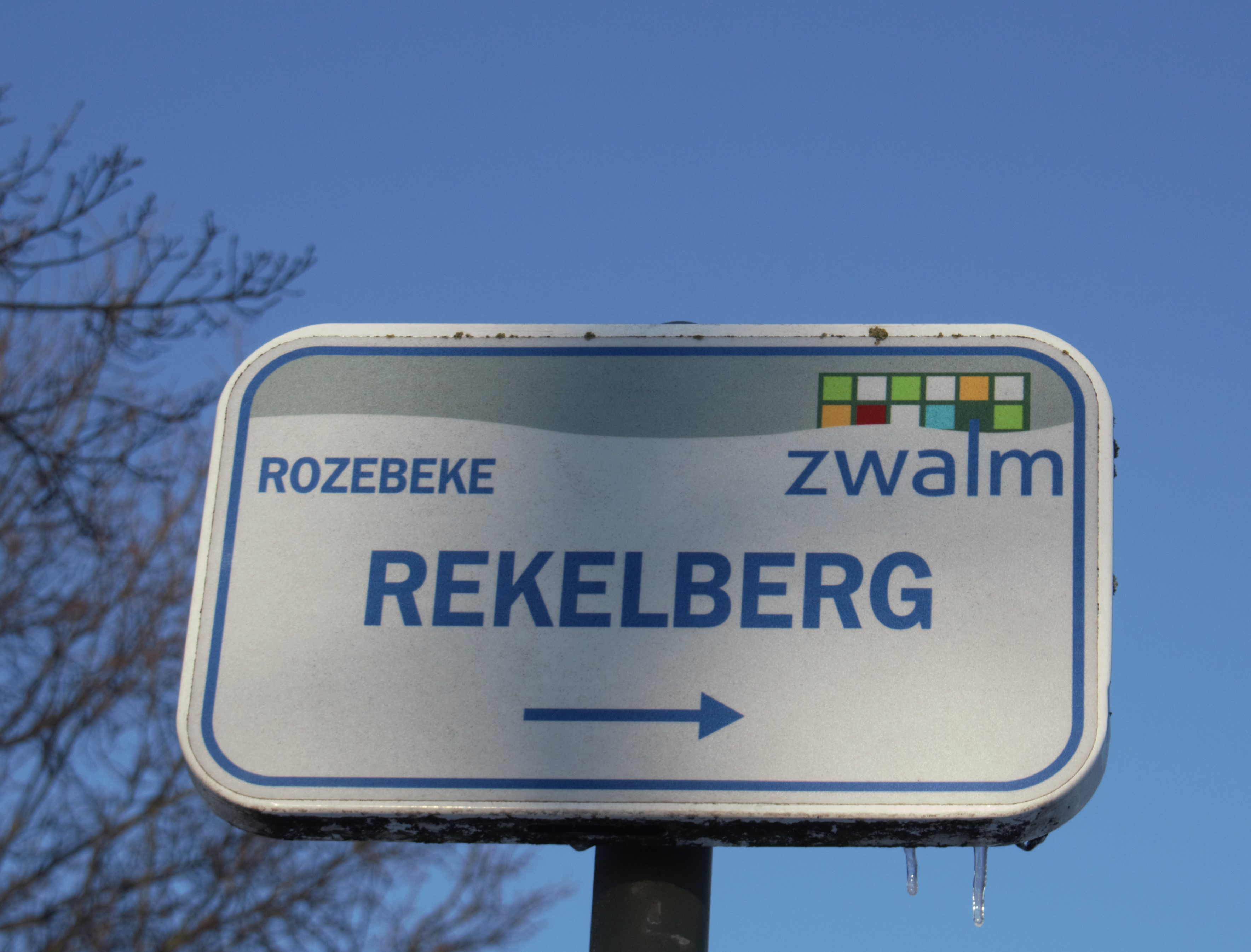
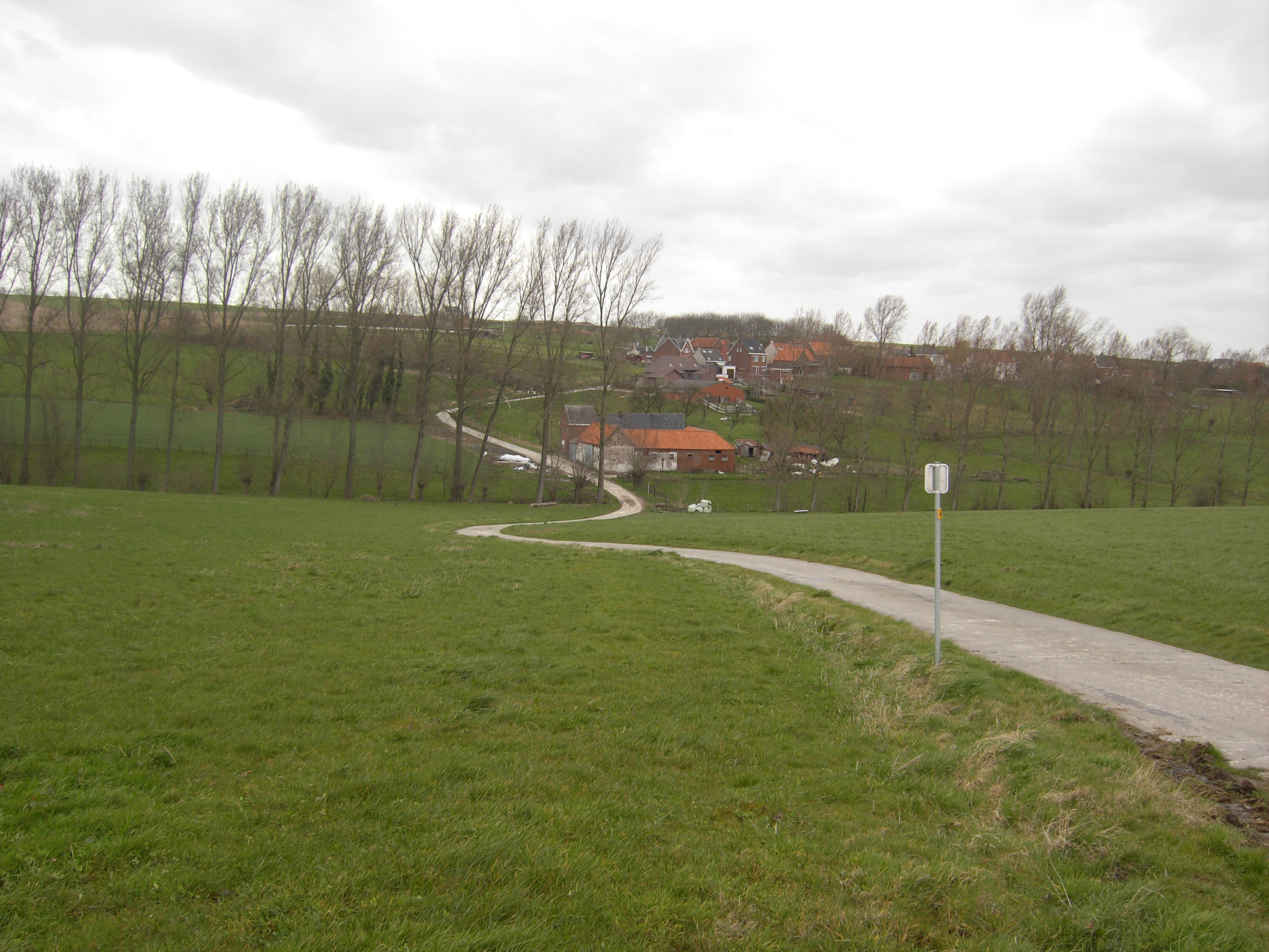
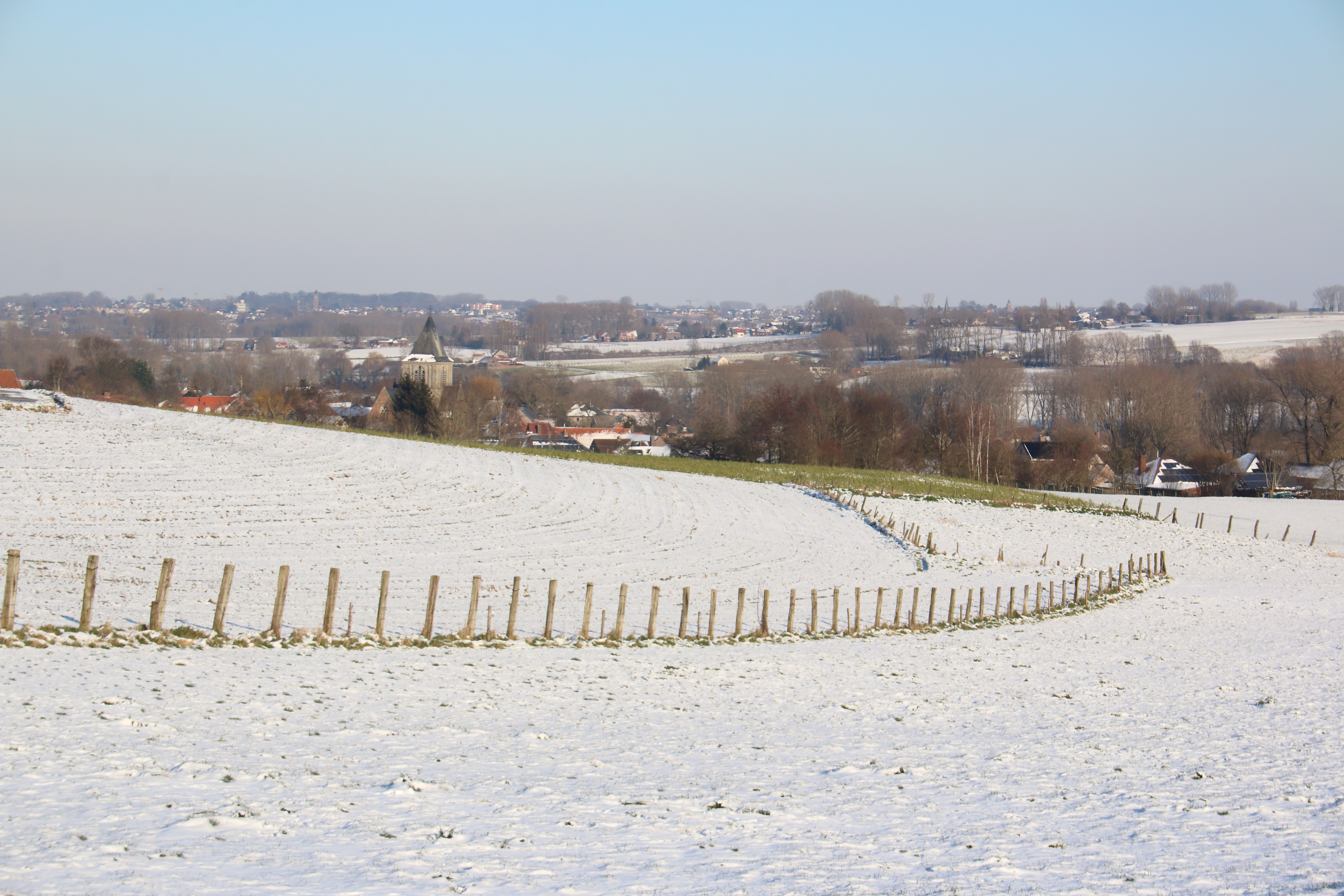
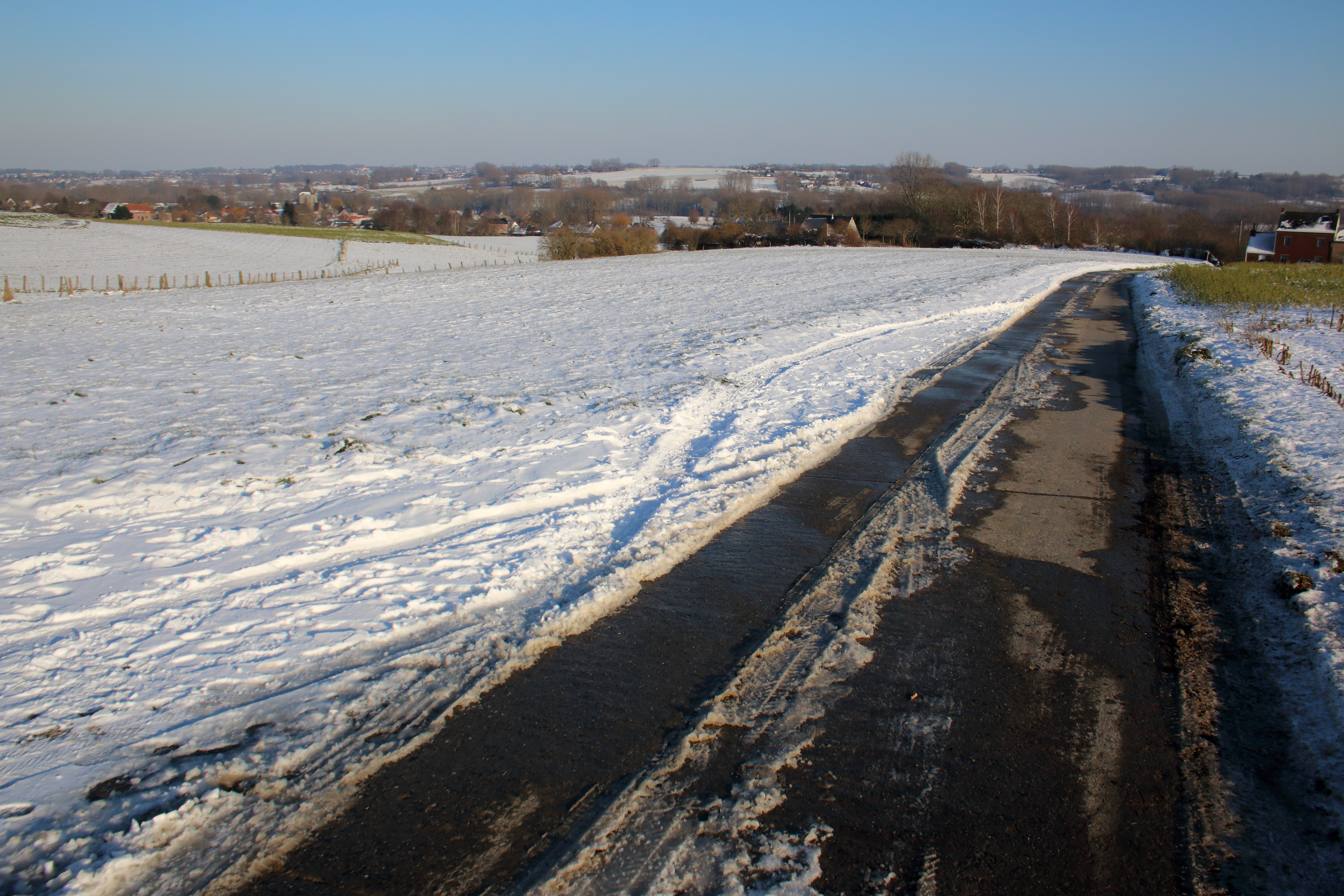